# Taparura
Taparura (łac. Diocesis Taparurensis) – stolica historycznej diecezji w Cesarstwie rzymskim w prowincji Byzacena, współcześnie w Tunezji. Obecnie katolickie biskupstwo tytularne.

## Biskupi tytularni
| Lp. | Biskup                   | Funkcja                               | Od               | Do               |
| --- | ------------------------ | ------------------------------------- | ---------------- | ---------------- |
| 1   | Mark Kenny Carroll       | emerytowany biskup Wichita (USA)      | 27 września 1967 | 16 stycznia 1976 |
| 2   | Gilbert Ignatius Sheldon | biskup pomocniczy Cleveland (USA)     | 12 kwietnia 1976 | 28 stycznia 1992 |
| 3   | Pietro Gabrielli         | wikariusz apostolski Méndez (Ekwador) | 1 lipca 1993     |                  |